# Музе
Музе (грч. Μουσαι) су, према вјеровању старих Грка, ћерке врховног грчког бога, Зевса, и Мнемосине, богиње поезије, уметности и науке. Има их девет.

## O музама
Музе су заштитнице различитих духовних активности човека. Живеле су на Олимпу и вођа им је био Аполон. Оне су кћери Зевса и Мнемосине.
Има их 9 и надахњују сликаре, вајаре, књижевнике.
Музе су божанске сестре из митологије старих Грка, кћери врховног бога Зевса и богиње памћења Мнемосине. Познатије су и под именом Пијериде, зато што су рођене у области Пијерија на северним обронцима Олимпа. Припадају нижим божанствима Старих Грка и најчешће се сматрају богињама науке и уметности. Поред Олимпа, Музе бораве и на планини Хеликону у Беотији, где је пронађено њихово светилиште са позориштем. Број Муза, њихова имена и функција нису били потпуно одређени и јединствени у митолошкој традицији. Првобитно је поштована једна или три Музе, а касније се обично сматрало да их има девет. Њихова имена наводи Хесиод у Теогонији, позивајући их да му дају ловорову гранчицу као симбол његовог песничког позива и да га надахну даром за певање (надахнуће, ентузијазам). Поред Хесиода, и Хомер своју песничку инспирацију дугује Музама; он призива једну Музу на почетку Илијаде и Одисеје, али каже да су оне на Олимпу забављале богове својом песмом, док је њихов вођ Аполон свирао у формингу. Он диригује њиховом песмом крај извора Хипокрене на Хеликону (Пегаз). Према смртницима, који би се с њима надметали у певању, Музе су биле немилосрдне. Тако су трачком пјеснику Тамирису одузеле вид и способност певања, а осветиле су се и Сиренама, које су, побеђене, остале без крила и сурвале се у море. Култ Муза је веома стар и претходи епском песништву старих Грка. Касније тај култ више припада песницима и филозофима него народним веровањима. У хеленистичко доба су Музе схватане као персонификација највиших интелектуалних и уметничких делатности човекових и свака муза је добила неку специфичну функцију: Калиопа, Клио, Еутерпа, Талија, Мелпомена, Терпсихора, Ерато, Полихимнија и Уранија. Крајем средњег века је оживела и инвокација Муза у песничким делима (Данте, Милтон). У ренесанси и касније, све до најновијег доба, Музе се повремено јављају у књижевности као персонификација силе која надахњује песнике.

## Музе
У ликовним уметностима приказују се као девојке с различитим атрибутима.
- Талија (грч. Θάλεια []) – муза комедије (бршљанов венац, комична маска)
- Уранија (грч. Ούρανια []) – муза астрономије (глобус)
- Мелпомена (грч. Μελπομένη []) – муза трагедије (венац винове лозе, трагична маска)
- Полихимнија (грч. Πολύμνια []) – муза религијске и озбиљне поезије (без атрибута, каткад свитак)
- Ерато (грч. Έρατώ []) – муза љубавне лирике (инструмент са жицама)
- Калиопа (грч. Καλλιόπη []) – муза епског песништва и елегије (воштана плочица, свитак, писаљка)
- Клио (грч.  []) – муза историје (воштана плочица, свитак, писаљка)
- Еутерпа (грч. Ευτέρπη []) – муза музичке уметности (двојнице)
- Терпсихора (грч. Τερψιχόρη []) – муза играчке вештине и хорског певања (лира и плектрон)

Постоји веровање да ко понови имена муза овим редом не може да погреши, зато што почетна слова имена муза на латинском (овим редом) дају израз: 
Tum Peccet, што значи: нека греши, или тада нека греши.

## Галерија
- Калиопа
- Клио
- Ерато
- Мелпомена
- Полихимнија
- Терпсихора
- Талија
- Уранија
- Аполон и музе
- Муза, детаљ са вазе
5. век п. н. е.